# Анкар, Поль
Поль Анкар (фр. Paul Hankar; 11 декабря 1859[…], Фрамери, Эно — 17 января 1901[…], Брюссель) — бельгийский архитектор и проектировщик мебели периода модерна.

## Биография

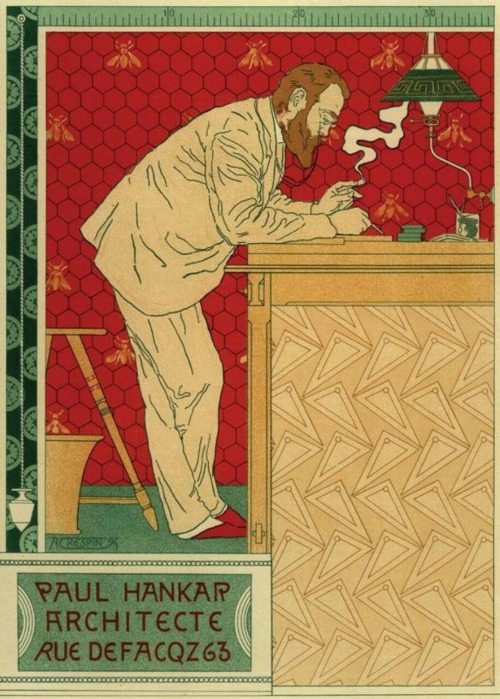
A. Креспен. П. Анкар. 1897. Хромолитография

Поль Анкар родился во Фрамери, Валлония, в семье каменщика. Учился в Королевской академии изящных искусств в Брюсселе, ученик выдающегося бельгийского архитектора XIX века Хендрика Бейарта. В академии встретился с однокурсником (и будущим архитектором) Виктором Орта. Как и Орта, Поль Анкар изучал технологии литья и ковки изделий из железа, которые впоследствии использовал во многих своих проектах и постройках. Испытал влияние трудов Эжена Виолле-ле- Дюка. Свою карьеру начал в качестве проектировщика и скульптора надгробных монументов.
В 1888 году он начал свою деятельность в Брюсселе в качестве архитектора и проектировщика мебели, сотрудничал с Адольфом Креспеном, художником-иллюстратором, мастером плаката и техники сграффито. В 1893 году он построил свой собственный дом — «Дом Анкара» (фр. Maison Hankar), который вместе с Отелем Тассель работы Виктора Орта (построенным в то же время) считаются первыми двумя постройками в Бельгии в стиле ар-нуво.
В отличие от Орта Анкар в большей степени прибегал к красочным и орнаментальным эффектам, и применял для украшения фасадов сграффито с помощью своего друга Адольфa Креспена. Поль Анкар также ввёл моду на круглые окна с несравненной изящностью деревянных рам. В работе с деревом он использовал готические и японские темы, прибегая также к мотивам, заимствованным непосредственно из природы: цветы, насекомые, рептилии….
В 1896 году Поль Анкар представил проект «Город художников» (фр. Cité des Artistes) для приморского курорта Вестенде, где располагался кооператив живописцев с жильём и студиями. Хотя проект так и не был реализован, позднее он послужил образцом для Колонии художников в Дармштадте и художников Венского сецессиона.
Для Всемирной выставки 1897 года в Брюсселе Анкар вместе с другими архитекторами принял участие в разработке выставочной экспозиции государства Конго, которая стала известна благодаря тому, что была полностью выполнена в стиле ар-нуво. Анкар также прочитал цикл лекций «Новый Брюссель», в котором представил своё видение застройки города. Позже в том же году принял участие в колониальной выставке в Тервюрене (центральная Бельгия), где координировал экспозиции ремесленников и проектировщиков мебели.
В 1898 — 1899 годах Анкар создал монументальную «каменную скамью», которую продемонстрировал в секции «Горное дело и металлургия» на Всемирной выставке 1900 года в Париже. Бельгийский король Леопольд II приобрёл это произведение и передал его в парк в районе Конингинлаана в Остенде, где скамья была установлена в 1905 году. В 1971 году скамья была убрана, но в 2003 — 2004 годах была воссоздана и на том же самом месте.
В 1891 — 1897 годах Поль Анкар был профессором в Школе искусств и ремёсел в Схарбеке и профессором истории архитектуры в Брюссельском университете. В 1894 — 1896 годах работал редактором журнала «Эмуляция» (фр. L'Emulation), пропагандирующего стиль модерн.
Похоронен на кладбище в Уккеле (южный пригород Брюсселя).

## Галерея

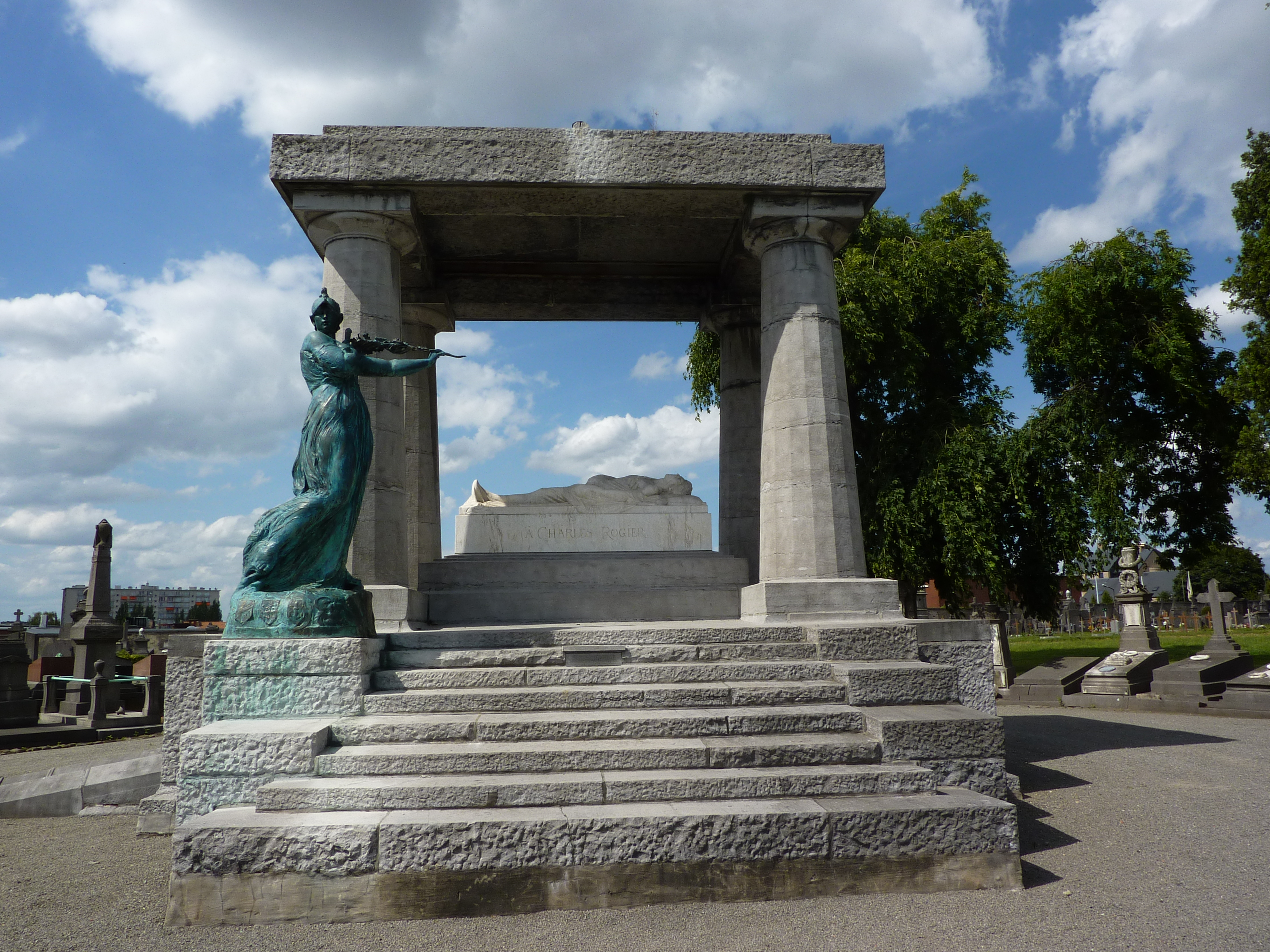
Надгробный памятник Ш. Рожье. Брюссель
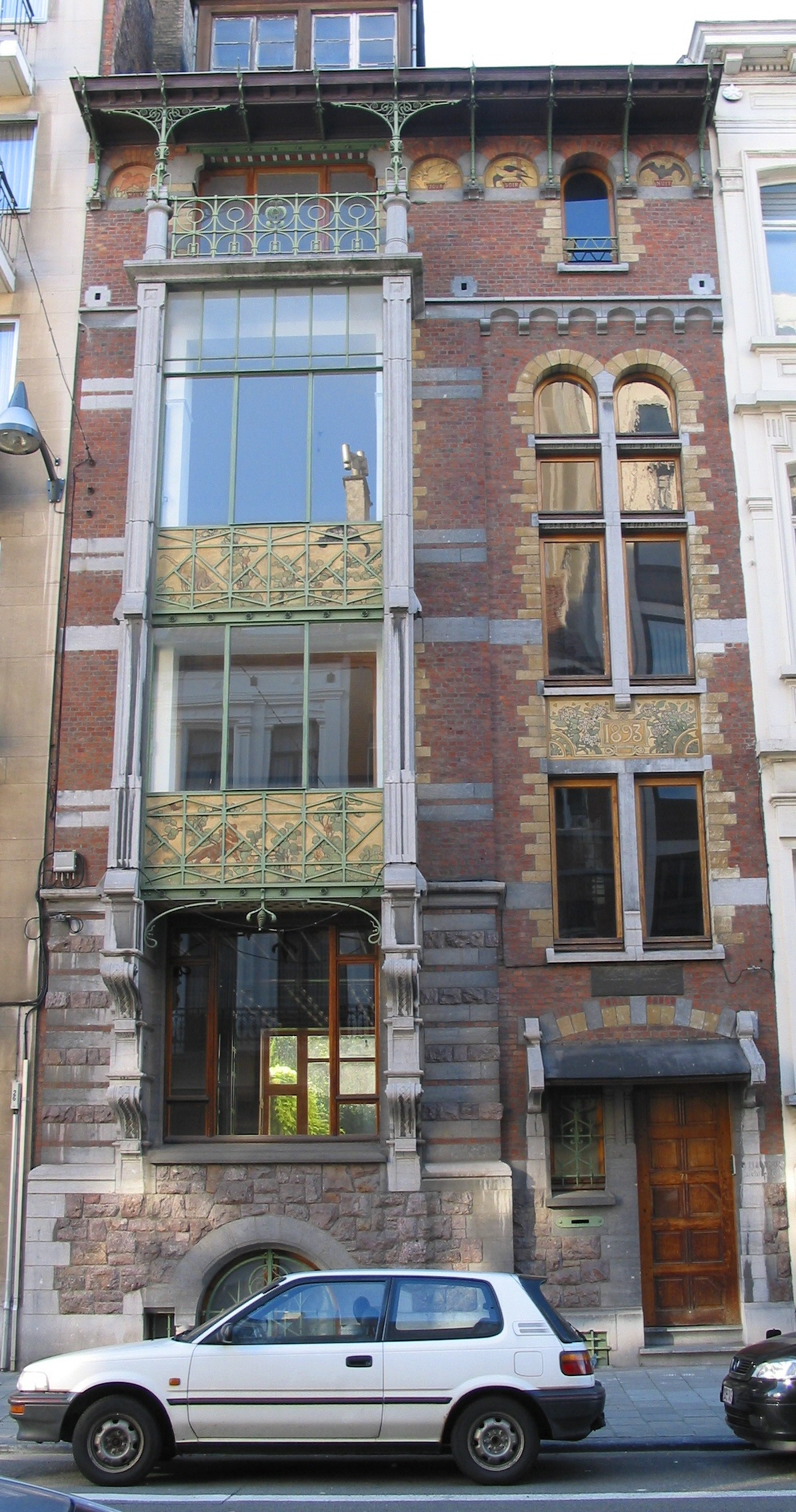
Фасад «Дома Анкара». 1893. Брюссель
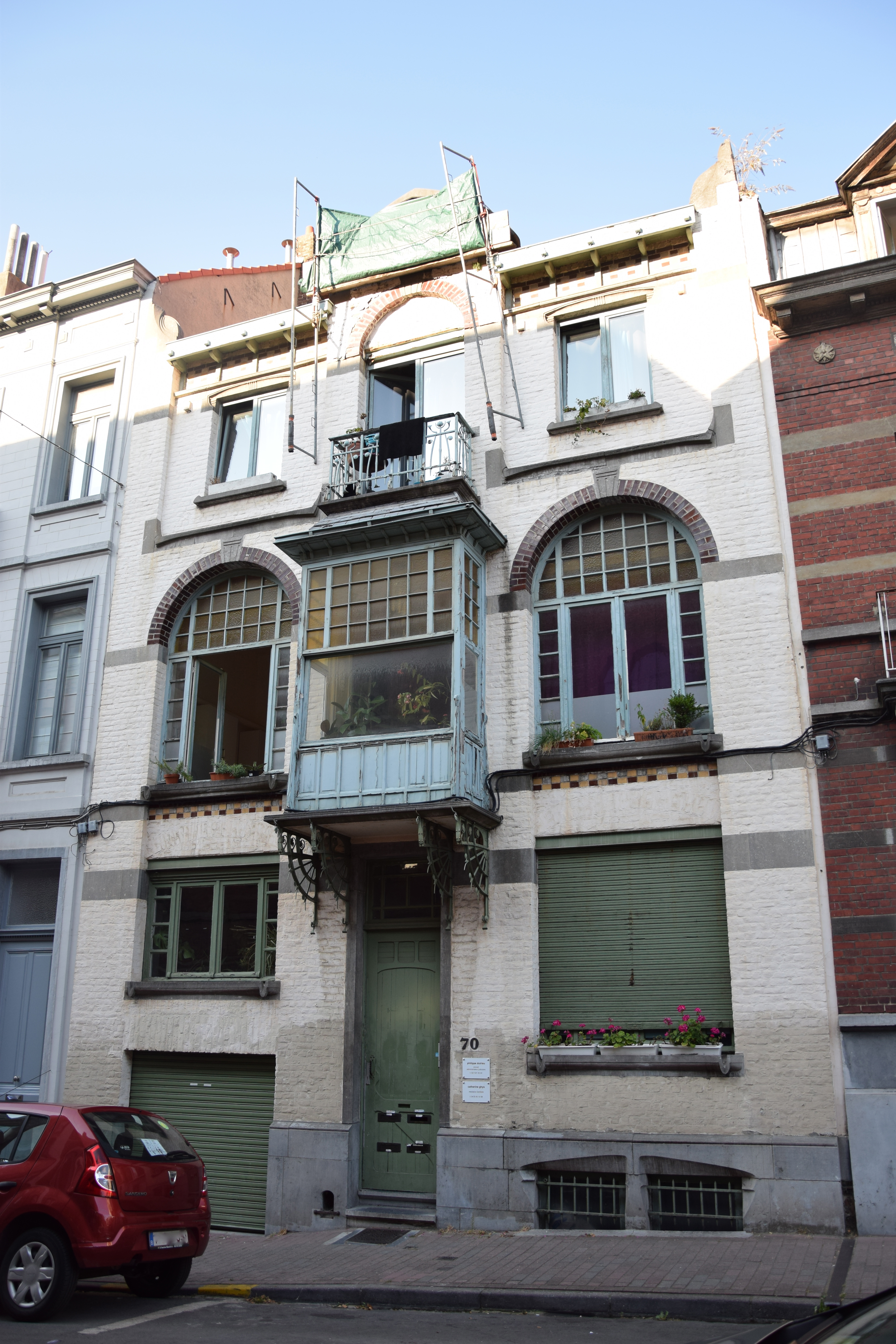
Ателье Жана Гувелооса. 1896. Брюссель
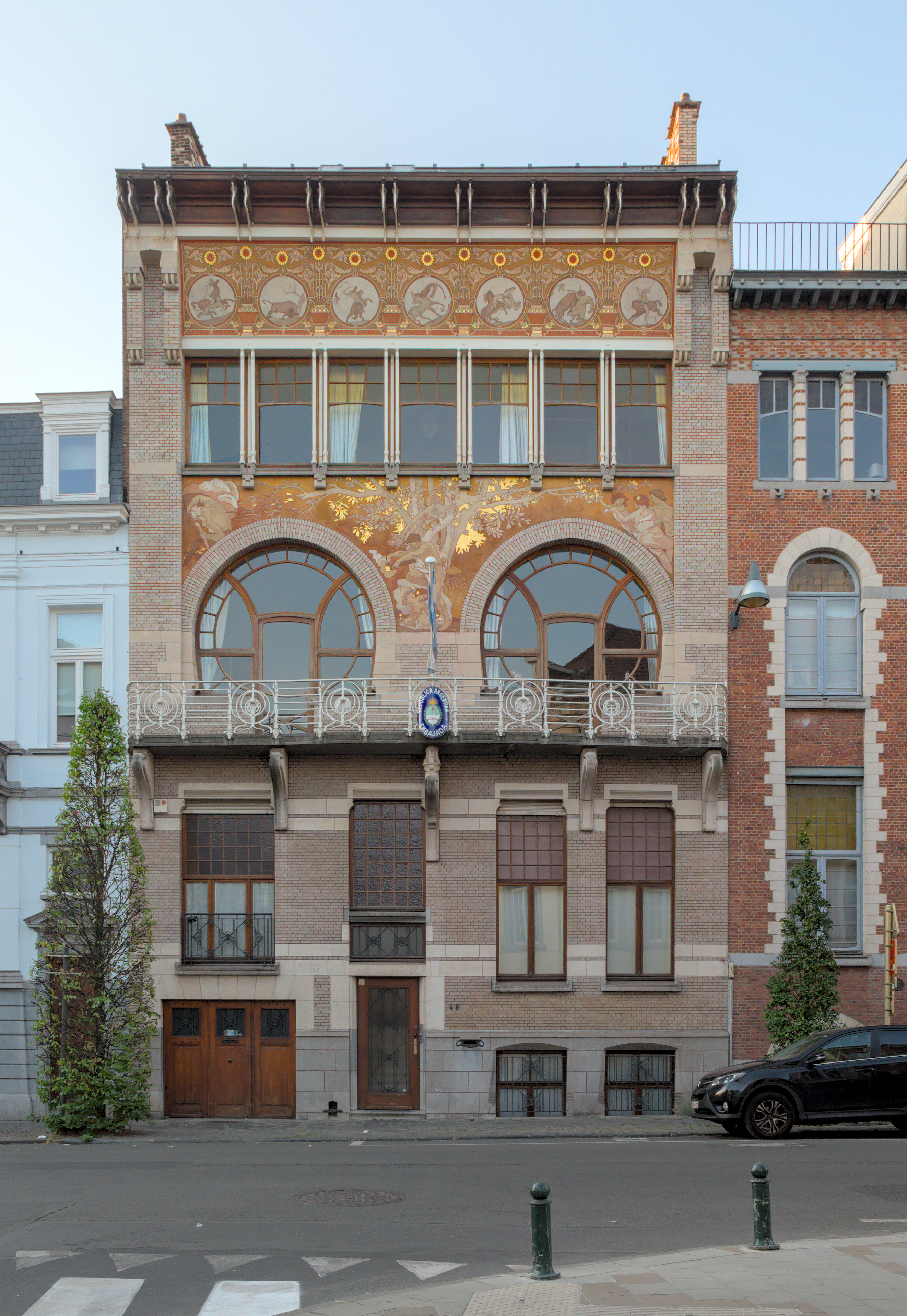
Ателье художника А. Чамберлани. 1897. Брюссель
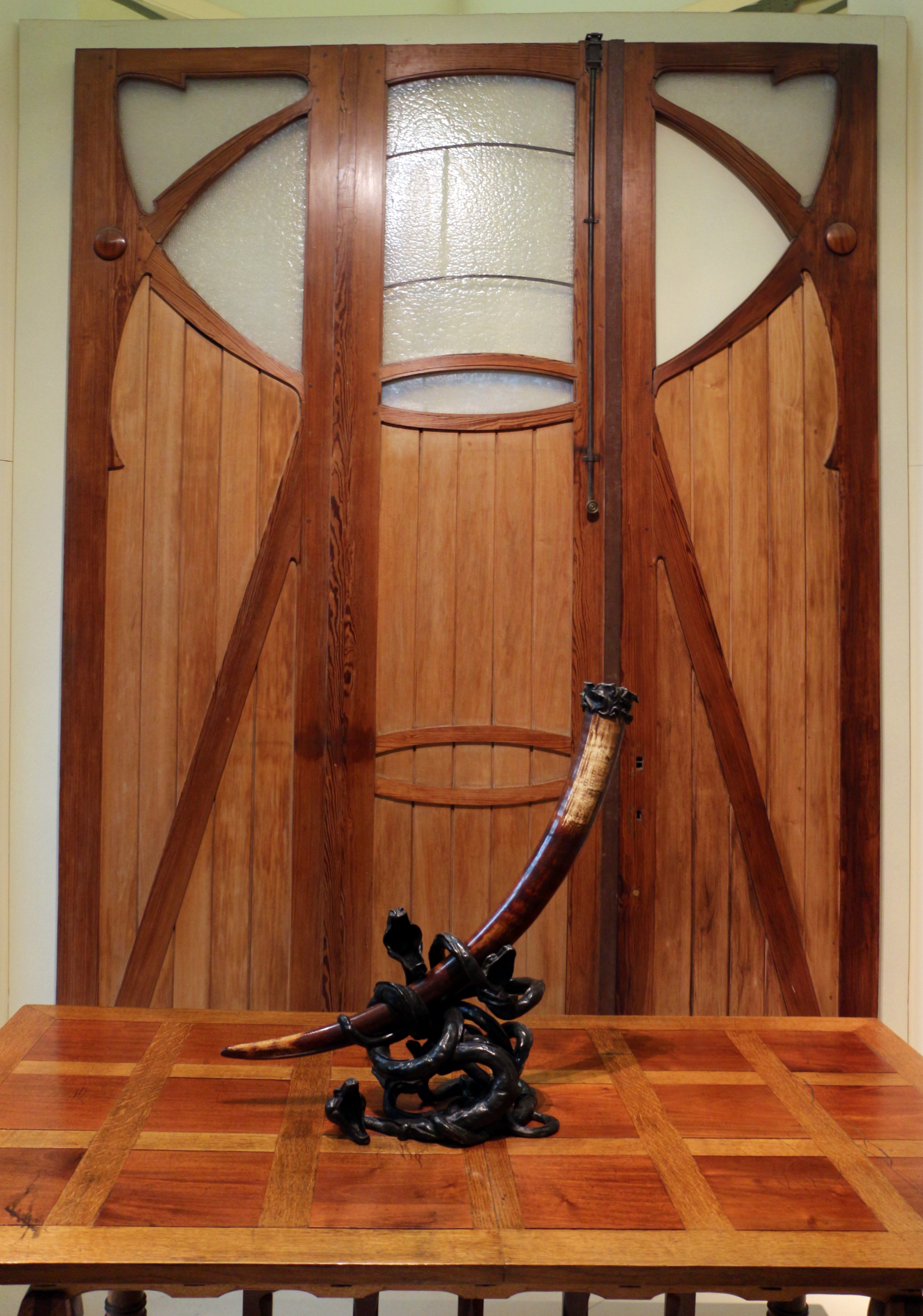
Дверь Ателье Чамберлани. Музей Д’Орсе, Париж
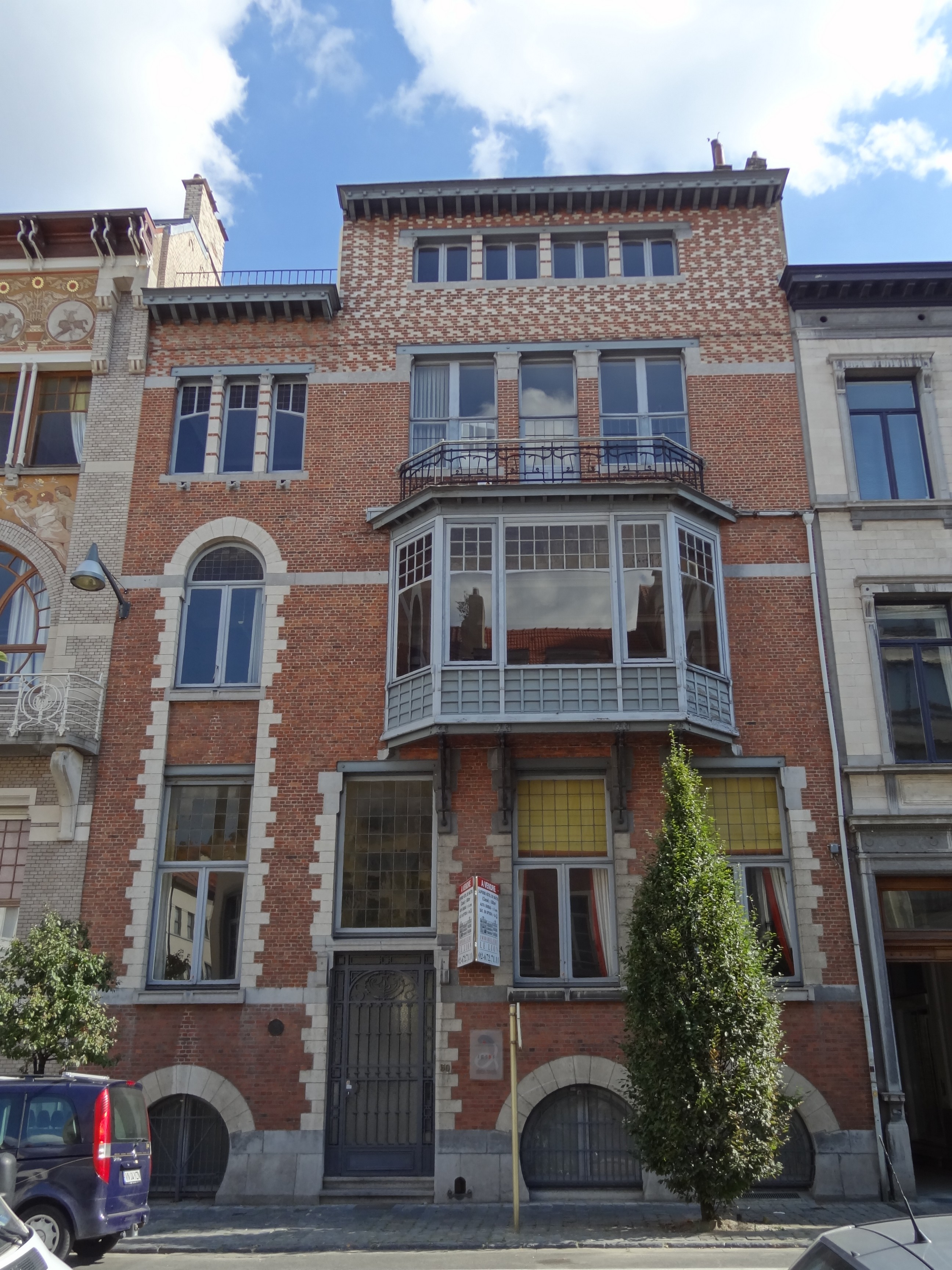
Отель Рене Янссенс. 1898. Брюссель
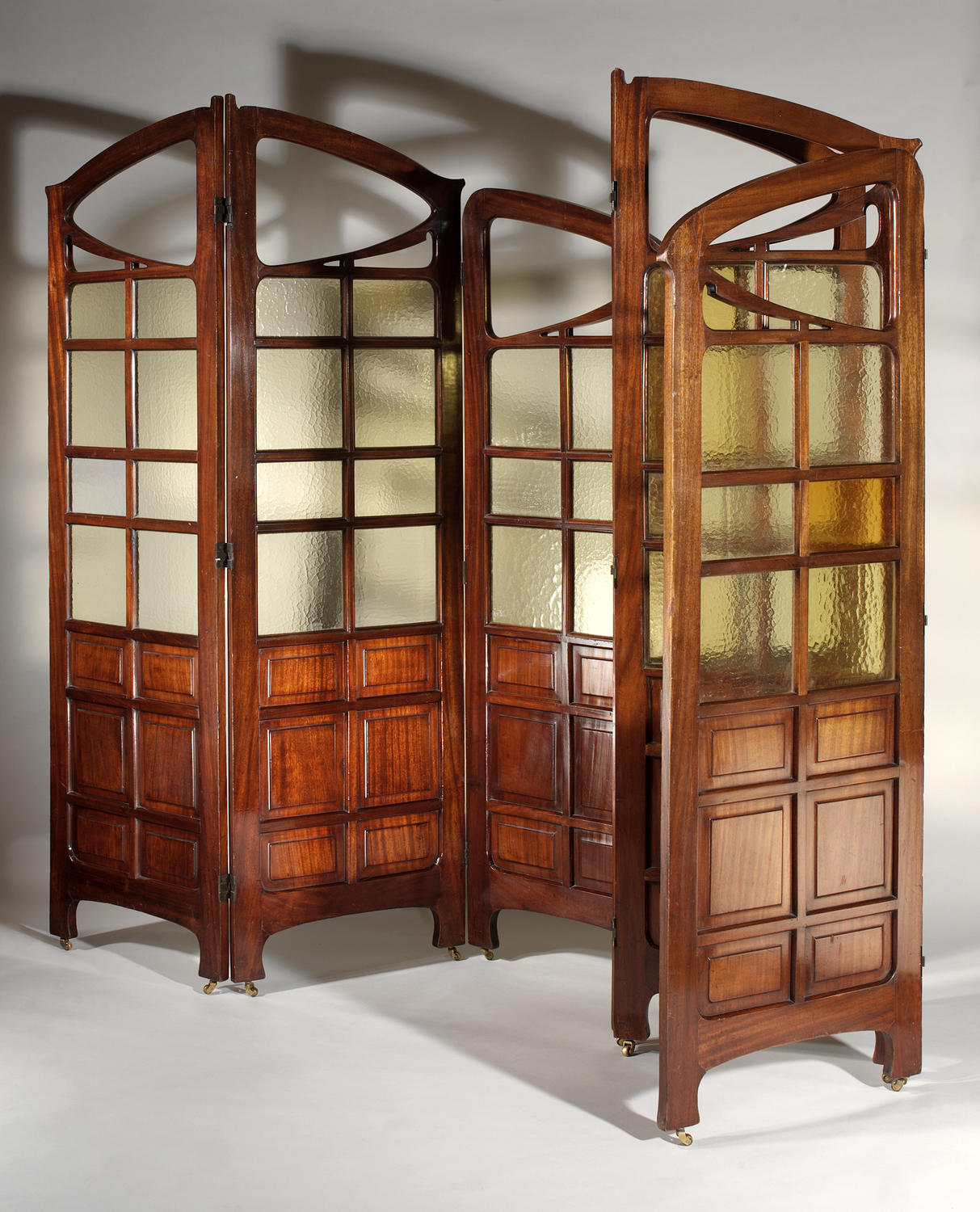
Ширмы. 1897
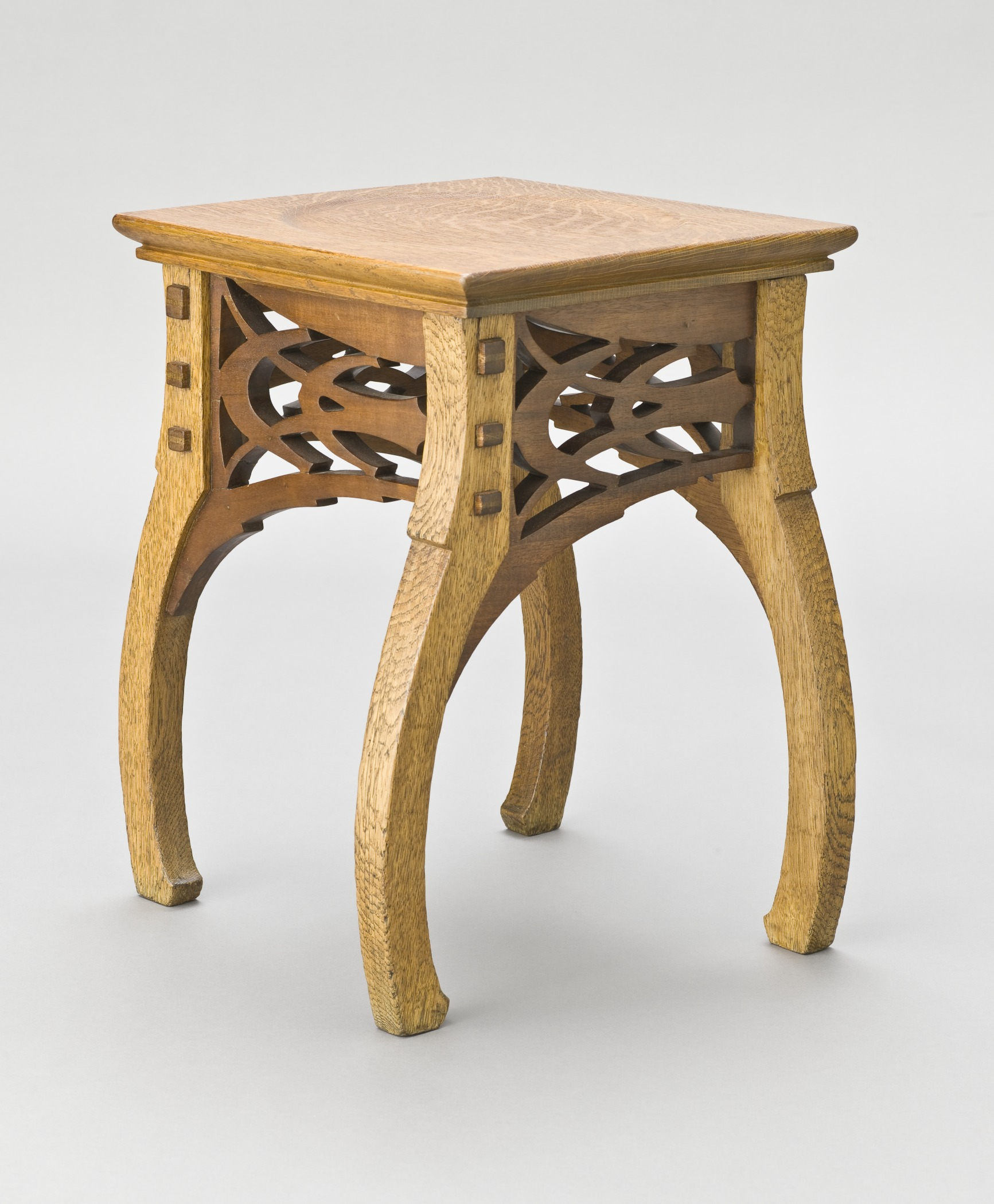
Табурет. 1898